# HRTニューオータニ
HRTニューオータニ（エイチアールティーニューオータニ）は、ホテル、レストラン事業を展開する企業。ニューオータニの100%子会社である。
社名のHRTは「Hotels・Restaurants・Trading」の頭文字をとったもの。登記上の社名は、HRTがカタカナ表記（エイチアールティーニューオータニ株式会社）である。

## 事業
全国5ヶ所でホテル事業、4店舗でレストラン事業を展開。ホテル関連商品の販売や保険代理店業務、ホテル従業員及び私立小学校向けの給食事業も行っている。

### ホテル事業
- イン事業部
  - ニューオータニイン札幌
  - ニューオータニイン東京
  - ニューオータニイン横浜プレミアム
- NASPA事業部
  - NASPAニューオータニ
    - NASPAスキーガーデン

  - 湯沢ニューオータニ

### レストラン事業部
- インターナショナルレストラン ガンシップ東京店
- ピッツァカフェ トムCAT
- 慶應義塾幼稚舎 けやきホール
- 鉄鋼会館ニューオータニ
- 霞ヶ関カンツリー倶楽部レストラン
- 藤沢ジャンボゴルフ ニューオータニ
- カフェテリア ミルクホール
- スタッフレストラン（紀尾井・りんどう・城見・筑紫・蓮の実）
- スタッフパーラー サミットカフェ（紀尾井）

### トレーディング・インシュアランス事業部
- トレーディング営業部（営業課・購買課）（東京・幕張営業所、ニューオータニショップ東京・大阪・幕張）
- インシュアランス営業部（保険課）

## 沿革
- 1970年（昭和45年）1月21日 - 株式会社紀尾井トレーディング設立。
- 1974年（昭和49年）3月1日 - 株式会社レストランニューオータニ設立。
- 1977年（昭和52年）
  - 7月11日 - 株式会社ニューオータニイン設立。
  - 8月8日 - 「ニューオータニイン横浜（初代）」運営開始。
- 1978年（昭和53年）1月1日 - 株式会社紀尾井トレーディングがニューオータニ商事株式会社に商号変更。
- 1980年（昭和55年）11月1日 - 日本出版クラブ運営開始。
- 1981年（昭和56年）
  - 5月 - 株式会社ホテルニューオータニ札幌設立。
  - 8月1日 - 「ホテルニューオータニ札幌」開業。
- 1987年（昭和62年）
  - 2月1日 - 「ホテルニューオータニイン東京」開業。
  - 4月 - ニューオータニ湯沢開発株式会社設立。
  - 10月1日 - 株式会社レストランニューオータニが株式会社ニューオータニエンタープライズに商号変更。
- 1992年（平成4年）
  - 9月1日 - 「神戸ハーバーランドニューオータニ」開業。
  - 12月12日 - 「NASPAニューオータニ」開業。
- 1999年（平成11年）2月1日 - ニューオータニ商事株式会社と株式会社ニューオータニエンタープライズが合併し、HRTニューオータニ株式会社に商号変更。
- 2006年（平成18年）2月 - 「ニューオータニイン横浜（初代）」営業終了。
- 2009年（平成21年）12月26日 - 「ニューオータニ神戸ハーバーランド」営業終了。
- 2010年（平成22年）3月19日 -「ニューオータニイン横浜」（2代目、TOCみなとみらい〈現・ヒューリックみなとみらい〉内）開業（2017年より「ニューオータニイン横浜プレミアム」に改称）。
- 2015年（平成27年）3月1日 - HRTニューオータニ株式会社と株式会社ニューオータニリゾートが合併。湯沢ニューオータニの運営を開始。